# Scytodes tayos
Espèce
Scytodes tayos est une espèce d'araignées aranéomorphes de la famille des Scytodidae.

## Distribution
Cette espèce est endémique de la province de Morona-Santiago en Équateur,. Elle se rencontre vers Los Tayos.

## Description
Le mâle holotype mesure 1,94 mm.

## Systématique et taxinomie
Cette espèce a été décrite par Dupérré et Tapia en 2023.

## Étymologie
Son nom d'espèce lui a été donné en référence au lieu de sa découverte, Los Tayos.

## Publication originale
- Dupérré & Tapia, 2023 : « Description of eleven new species in the Scytodoidea group (Araneae: Drymusidae and Scytodidae) from mainland Ecuador. » The Journal of Arachnology, vol. 51, no 3, p. 258-286.